# Liste der Naturdenkmale in Leisnig

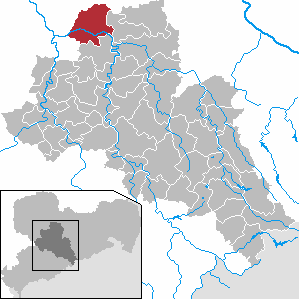

Die Liste der Naturdenkmale in Leisnig nennt die Naturdenkmale in der Gemeinde Leisnig im sächsischen Landkreis Mittelsachsen.

## Definition
„Naturdenkmäler sind rechtsverbindlich festgesetzte Einzelschöpfungen der Natur oder entsprechende Flächen bis zu fünf Hektar, deren besonderer Schutz erforderlich ist
1. aus wissenschaftlichen, naturgeschichtlichen oder landeskundlichen Gründen oder
2. wegen ihrer Seltenheit, Eigenart oder Schönheit.“

„§ 18 – Naturdenkmäler – (zu § 28 BNatSchG)
(1) Die Erklärung nach § 22 Abs. 1 BNatSchG von Teilen von Natur und Landschaft als Naturdenkmal erfolgt durch Rechtsverordnung oder Einzelanordnung.
(2) Über § 28 Abs. 1 BNatSchG hinaus können Naturdenkmäler zur Sicherung von Lebensgemeinschaften oder Lebensstätten von im Bestand gefährdeten oder streng geschützten Arten festgesetzt werden.“

## Naturdenkmale
Link zu einem Kartenansichtstool, um Koordinaten zu setzen.
| Bild                          | Bezeichnung             | Lage                                           | Beschreibung | Datum            | Nummer  |
| ----------------------------- | ----------------------- | ---------------------------------------------- | --- | ---------------- | ------- |
| mehr Fotos \| Fotos hochladen | Kapellenlinde           | Polkenberg (51° 10′ 59,7″ N, 12° 54′ 46,1″ O)  | Linde – Tilia (wahrscheinlich "Tilia cordata"), befindet sich nördlich von Polkenberg, etwa 100 m östlich Haus Mühlengrund 33 Richtung Korpitzsch auf einer Hügelkuppe. Der Baum wurde bereits 1941 und 1978 als Naturdenkmal ausgewiesen und gilt als ein Wahrzeichen von Polkenberg. | 6. Dezember 2004 | ND 151  |
| mehr Fotos \| Fotos hochladen | Stiel-Eiche bei Leisnig | Leisnig (51° 9′ 24,7″ N, 12° 56′ 1,6″ O)       | Stiel-Eiche ("Quercus robur"), der etwa 250 Jahre alte Baum befindet sich im sog. Lärchenwäldchen o. auch als Moltke-Hain bezeichnet, südlich der Johannistalstraße, etwa 150 m östlich des Gefallenendenkmals am Poetenweg | 1. März 2019     | ND 161  |
| mehr Fotos \| Fotos hochladen | Lache Altleisnig        | Altleisnig (51° 10′ 28,1″ N, 12° 53′ 52,2″ O)  | das etwas 250 m langgestreckte Stillgewässer südlich Altleisnig wird über ein von Süden kommenden schmalen Wasserlauf gespeist, im Ostteil verschilft die Lache und geht in Sickerwald über. FND | 23.10.1995       | fg: 196 |
| mehr Fotos \| Fotos hochladen | Galgenberg Fischendorf  | Fischendorf (51° 10′ 12,3″ N, 12° 55′ 31,7″ O) | Das als "Galgenberg" bezeichnete etwa 4,4ha große Areal befindet sich am Südhang der 209 m hohen Hügelkuppe Galgenberg, welches sich nördlich zwischen Zemmenweg und Görnitzweg des Leisniger Ortsteil Fischendorf erstreckt. Es wird als die größte zusammenhängende Magerrasen-Fläche auf Porphyr im Landkreis beschrieben und dient zur Erhaltung der vielfältigen Fauna und Flora, darunter Bruthabitate von Neuntöter ("Lanius collurio"), Dorngrasmücke ("Curruca communis") und Grauammer ("Emberiza calandra"). FND | 23.10.1995       | fg: 207 |
| mehr Fotos \| Fotos hochladen | Fossiler See Börtewitz  | Leisnig (51° 12′ 56,6″ N, 12° 59′ 8,3″ O)      | das nur etwa 0,2 ha große Areal beherbergt eine seltene geologische Besonderheit, einen Aufbruch aus Sedimentresten eines fossilen See von vor etwa 300 Mio. Jahren, die verkieselten Sedimente und Vulkanasche-Schichten beherbergten mehrere Funde von typischen Fossilien aus dem unteren (rotliegenden) Perm. FND | 13.12.2013       | fg: 220 |